# Громадянська війна в Нігерії
Громадянська війна в Нігерії (також знана як війна у Біафрі, війна за незалежність Біафри, Біафро-нігерійська війна) — збройний конфлікт між Нігерією та самопроголошеною на її території державою Біафра, що тривав з липня 1967 до січня 1970 року. Причиною війни стало проголошення на південному сході Нігерії Республіки Біафра, що стало наслідком переслідувань народу ігбо, який становив більшість населення регіону. Під час війни нігерійські війська мали значну перевагу, оскільки вони узяли під контроль узбережжя бунтівного регіону та відрізали його від державного кордону. Опинившись у блокаді, населення Біафри почало потерпати від голоду та епідемій, що спричинило загибель від 1 до 3 млн осіб. За кількістю жертв ця війна стала однією з найбільш кривавих у сучасній африканській історії.

## Хід війни
6 липня 1967 почалася операція «Єдиноріг», яка планувалася як коротка поліцейська акція. Командувач урядовою армією полковник (згодом — бригадний генерал) Гассан Кацина оптимістично заявив, що із заколотом буде покінчено «протягом 48 годин». Однак він недооцінив сили повстанців. Наступаючі одразу натрапили на жорстку оборону, і бої прийняли затяжний, завзятий характер. Федеральна армія з півночі двома колонами увійшла на територію Біафри. 1-а колона вривалася по осі Огугу — Огунга — Нсукка, 2-а по осі Гакем — Обуду — Орікжа. 12 липня захоплені міста Орікжа та Гакем, 14 липня — місто Нсукка.
26 липня десант нігерійців захопив нафтопромисли на острівці Бонні за 30 кілометрів від Порт-Харкорта. Внаслідок Біафра втратила основне джерело валютних надходжень. Біафрійці спробували відбити Бонні, але безуспішно. Порт-Харкорт виявився блокований федеральними силами.
10 липня біафрійці завдали бомбового удару по аеродрому міста Макурді, 26 липня по фрегату «Нігерія», який блокував з моря Порт-Харкорт, 12 червня ВПС Біафри здійснили рейд по позиціях урядових військ уздовж Нігера.
У спробах полегшити тиск з півночі, 9 серпня мобільна бригада армії Біафри у складі 3000 осіб за підтримки артилерії та бронемашин переправилася на західний берег Нігера, почавши так званий «північно-західний похід».
Спершу наступ розвивався успішно. Біафрійці вступили на територію Середньозахідної області, практично не зустрівши організованого опору, оскільки розквартировані там федеральні війська значною мірою складалися з вихідців з племені ігбо. Деякі частини просто розбіглися або перейшли на бік повстанців. Столиця штату місто Бенін-Сіті здалася без бою через всього десять годин після початку операції. Бунтівники просунулися далеко на захід, дійшовши до міста Оре за 200 кілометрів від столиці Нігерії Лагоса.
На піку військових успіхів радіо Біафри заявило про наміри увійти до столиці Нігерії Лагоса. Намір Оджукву вторгнутися на захід викликав тривогу у політичної еліти йоруба (на чолі з колишнім ув'язненим О. Аволово) і призвів до того, що йоруба поряд з меншинами в усіх областях стали налаштовані проти ігбо. 21 червня переможний марш біафрійців було зупинено.
Провівши загальну мобілізацію в густонаселеному столичному регіоні, військове керівництво Нігерії отримало значну чисельну перевагу над супротивником. До початку вересня проти однієї бригади та декількох окремих батальйонів повстанців на західному фронті діяли вже дві дивізії урядових військ. Отримавши колосальну перевагу в живій силі і озброєнні (тут допомогли СРСР та Велика Британія), армія Нігерії перейшла в контрнаступ та відтіснила ворога до міста Бенін-Сіті.
У цій обстановці військовий адміністратор Біафри Альберт Оконкво 19 вересня проголосив незалежність «Республіки Бенін». 22 вересня місто було взято штурмом, після чого біафрійці поспішно відступили на східний берег Нігера. «Північно-західний похід» закінчився на тому ж рубежі, де і починався.
Наприкінці вересня 1967 року велика частина Середньозахідної області була очищена від сепаратистів. Намагаючись схилити чашу терезів на свій бік, повстанці у вересні почали регулярні повітряні нальоти на столицю Нігерії.
12 вересня з боку Нсукка почалося просування армії Нігерії до столиці Енугу, і 4 жовтня вона впала.
Оджукву був змушений перенести свою столицю до міста Юмуахія у центрі країни.
Спроба 12 жовтня перетнути Нігер від міста Асаба та захопити місто Оніча коштувала нігерійській федеральній армії більш ніж 5000 солдатів убитих, поранених, захоплених або безвісти зниклих.
18 жовтня після інтенсивного артилерійського обстрілу з бойових кораблів шість батальйонів морської піхоти висадилися в порту Калабар, який захищали один батальйон повстанців та погано озброєні загони цивільної міліції. Одночасно з півночі до міста підійшов 8-й батальйон урядової піхоти. Опір біафрійців, які опинилися між двох вогнів, було зламано, і найбільший морський порт у південній Нігерії перейшов під контроль урядових військ.
Федерали зайняли інші території, населення не ігбо, і до початку 1968 року війна перейшла в позиційну фазу.
У січні 1968 року урядові війська почали наступ з Калабара у напрямку на Порт-Харкорт. Майже чотири місяці повстанцям вдавалося стримувати натиск, але 19 травня місто впало. Біафра втратила останній морський порт і великий аеродром.
Почалася блокада Біафри. Федерали вирізали цілі селища та спровокували масовий голод. Влітку 1968 року по всіх континентах прокотилася потужна кампанія викриття геноциду християн-ігбо. Новини європейських телеканалів починалися з репортажів про жахи війни.
За єдність Нігерії виступили Велика Британія, СРСР, арабські країни; за ігбо заступилися Франція, Іспанія, Португалія, ПАР, КНР, Ізраїль. Оджукву провадив видобуток нафти, достатній для закупівлі зброї та створення мережі контор з вербування найманців. Відношення сил було не на користь ігбо. ООН відмовилася визнати Біафру. У вересні 1968 року Організація Африканської Єдності закликала Біафру відмовитися від ідеї незалежності.
Тим часом Лагос поступово брав гору. У вересні армія Нігерії захопила місто Аба у центрі Біафри. З цього моменту контакти із зовнішнім світом були обмежені нерегулярним повітряним мостом з Екваторіальною Гвінеєю.
Навесні 1969 року біафрійці зробили спробу переламати хід подій. У березні вони завдали контрудар та оточили бригаду нігерійської армії у щойно зайнятому нею місті Оверрі. У квітні Оверрі знову перейшов під контроль Біафри. Проте вже 22 квітня 1969 року під ударами федералів впала столиця Біафри — Юмуахія. 16 червня упав Авгу — головний аеропорт країни. У біафрійців залишилася всього одна злітно-посадкова смуга з твердим покриттям, придатна для зльоту та посадки важких літаків. Ділянка федерального шосе Улі — Іхіала, також знана як «аеропорт Аннабель», стала своєрідним символом незалежності Біафри та одночасно головною метою для урядових військ.
У червні 1969 року Біафра почала відчайдушний наступ проти федералів. Біафрійці були підтримані іноземними найманими пілотами, що продовжували доставляти їжу, медикаменти та зброю. Найвідоміший з найманців був шведський граф Карл Густав фон Розен, який провів повітряні напади з п'ятьма невеликими поршневими літаками, озброєними ракетами та автоматами. З травня по липень його маленький підрозділ здійснював нальоти на нігерійські військові аеродроми У Порт-Харкорті, Енугу, Бенін-Сіті та Угхеллі, руйнуючи або пошкоджуючи багато нігерійських літаків. Повітряні напади Біафри дійсно руйнували бойові операції нігерійських Повітряних сил, але лише протягом декількох місяців. Влітку 1969 року армія Біафри зробила спробу захоплення аеродрому Оніча, але безрезультатно.
30 червня 1969 року нігерійський уряд заборонив допомогу Червоного Хреста Біафрі, що серйозно обмежило запаси продовольства. У жовтні 1969 року Оджукву звернувся до Організації Об'єднаних Націй з пропозицією про перемир'я. Федеральний уряд відкинув цю пропозицію та закликав до капітуляції Біафри. До цього часу Біафра являла собою крихітний анклав овальної форми площею 2000 км², де виявилися замкненими близько 5 мільйонів осіб.
Падінню Біафри передував широкомасштабний наступ урядової армії під командуванням генерала Обасанджо (майбутнього Президента). Операція розпочалася 22 грудня 1969 року. Її метою було розсікти двома зустрічними ударами з півночі та півдня територію, що знаходилася під контролем повстанців. До операції залучалися війська загальною чисельністю 180 тисяч осіб з важкою артилерією, авіацією та броньовиками.
Для парирування удару у невизнаної республіки вже не залишалося ні сил, ні коштів. Чисельність армії Біафри становила на той час близько 70 тисяч бійців. У перший же день федерали прорвали фронт, а 25 грудня північне та південне угруповання з'єдналися. Територія повстанців виявилася розсіченою надвоє.
Заключний нігерійський наступ, який було названо «Попутний вітер», було розпочато 7 січня 1970 року. 9 січня 1970 року впав Оверрі, 10 січня захоплена злітна смуга «Аннабель», 11 січня упав Улі. 13 січня 1970 року в місті Амічі відбулася заключна здача сил Біафри.
Генерал Оджукву передав командування над залишками військ своєму заступнику Філіпу Ефіонгу і в ніч з 10 на 11 січня з родиною та кількома членами уряду Біафри втік з країни. 15 січня генерал Ефіонг підписав акт про беззастережну капітуляцію своєї республіки. Громадянська війна закінчилася. Населення Біафри зменшилося на 2 мільйони, більшість з яких померло від голоду (більшість жертв — діти). Область, що вважалася перед війною однією з найрозвиненіших в Африці, була спустошена.
Одумегву Оджукву після багатьох років вигнання був амністований та повернувся до Нігерії та очолював одну з партій, що представляє інтереси ігбо. Ідея незалежності Біафри знову відродилася. На сході Нігерії почав нелегально діяти «Рух за відновлення суверенної держави Біафра» (лідер Ральф Увазуруіке). Рух використовує ненасильницькі методи боротьби і має підтримку серед молоді. Своїм союзником вважає «Рух за звільнення дельти Нігера» (етнічна група іджо).

## Нотатки
1. ↑  Підтримка з повітря

### Книги
- Александр Романов. Нигерия в борьбе за единство. 1967—1970. — Москва: «Наука», 1987. — 152 с.(рос.)
- Африка: Энциклопедический словарь. В 2 т. Т. 2. / Гл. ред. А. Г. Громыко. Ред. коллегия: М. В. Васев, А. М. Васильев, Н. И. Гаврилов и др. — М. : Сов. энциклопедия, 1987. — 671 с. (с. 174—175)
- Олусегун Обасанджо. Нигерия в огне. Гражданская война в Нигерии. 1967—1970 гг. — Москва: «Прогресс», 1984. — 148 с.(рос.)
- Chinua Achebe, There Was a Country: A Personal History of Biafra, Penguin Press, 2012.(англ.)
- Ntieyong Udo Akpan, The Struggle for Secession, 1966—1970: A Personal Account of the Nigerian Civil War, Frank Cass, 1972.(англ.)
- Peter Baxter, Biafra: The Nigerian Civil War 1967—1970, Helion and Company, 2015. (Series: Africa@war)(англ.)
- Michael Draper, Shadows: Airlift and Airwar in Biafra and Nigeria 1967—1970, Hikoki Publications, 1999.(англ.)
- Philip Efiong, Nigeria and Biafra: My Story, African Tree Press, 2007.(англ.)
- Herbert Ekwe-Ekwe, The Biafra War: Nigeria and the Aftermath, E. Mellen Press, 1990.(англ.)
- Herbert Ekwe-Ekwe, Biafra Revisited, African Renaissance, 2006.(англ.)
- Frederick Forsyth, The Biafra Story, Penguin Books, 1969.(англ.)
- Philip S. Jowett, Modern African Wars (5): The Nigerian-Biafran War 1967—1970, Oxford: Osprey Publishing, 2016. (Men-at-Arms series, Vol. 507)(англ.)
- Philip S. Jowett, The Biafran Army 1967-70: Build-Up and Downfall of the Secessionist Military, Helion and Company, 2019. (Series: Africa@war)(англ.)
- A.H.M. Kirk-Greene, The Genesis of the Nigerian Civil War and the Theory of Fear, Uppsala: The Scandinavian Institute of African Studies, 1975.(англ.)
- David L. Koren, Far Away in the Sky: A Memoir of the Biafran Airlift, CreateSpace Independent Publishing Platform, 2012, 332 pp.(англ.)
- Alexander A. Madiebo, Nigerian Revolution and the Biafran War, Fourth Dimension Publishers, 1980.(англ.)
- H.M. Njoku, A Tragedy Without Heroes: The Nigeria—Biafra War, Enugu: Fourth Dimension Publishing Co., Ltd., 1987.(англ.)
- John de St. Jorre, The Brothers' War: Biafra and Nigeria, Boston: Houghton Mifflin Company, 1972.(англ.)
- Alfred Uzokwe, Surviving in Biafra: The Story of the Nigerian Civil War, iUniverse, 2003.

### Статті
- Михаил Жирохов, Обунигве Моногону. Прощай, Биафра! Воздушная война в Нигерии, 1967—1970 гг. // «Авиамастер» (Москва). — 2002. — № 4. — С. 38-47.(рос.)
- Володимир Латенко. Проблема сепаратизму в субсахарській Африці 1960-х рр. на прикладі Конго та Нігерії // «Міжнародні відносини: теоретико-практичні аспекти» — Вип. 5 (2020). — Стор. 170—181.
- Зоя Мокрушина. История гражданской войны в Нигерии (1967—1970 гг.) (по произведениям нигерийских писателей и публицистов) // Вестник Ярославского государственного университета им. П. Г. Демидова. — Серия «Гуманитарные науки». — 2010. — № 4(14). — С. 9-16.(рос.)
- А. И. Романов. Нигерийский кризис 60-х годов — причины и последствия // «Вопросы истории» (Москва). — 1980. — № 7. — С. 79-93.(рос.)
- Я. Я. Этингер. Нигерийский кризис 1967—1970 годов // «Вопросы истории» (Москва). — 1976. — № 4. — С. 132—146.(рос.)
- Neville Brown, "The Nigerian Civil War, " in Military Review, Vol. XLVIII, No. 10 (October, 1968), pp. 21-31.(англ.)
- Christopher Griffin, «French Military Policy in the Nigerian Civil War», in Small Wars & Insurgencies, Vol. 26, Issue 1, 2015, pp. 114—135.(англ.)
- M. Rafiqul Islam, «Secessionist Self-Determination: Some Lessons from Katanga, Biafra and Bangladesh», in Journal of Peace Research, Vol. 22, No. 3 (September, 1985), pp. 211—221.(англ.)
- Zach Levey, «Israel, Nigeria and the Biafra Civil War, 1967–70», in Journal of Genocide Research, Vol. 16, Issue 2-3, 2014, pp. 263—280.(англ.)
- E. Wayne Nafziger and William L. Richter, «Biafra and Bangladesh: The Political Economy of Secessionist Conflict», in Journal of Peace Research, Vol. 13, No. 2 (1976), pp. 91-109.(англ.)
- Baba Oluwide, "Biafra: The Roots of Secession, " in Tricontinental, No. 17 (March-April, 1970), pp. 38-44.(англ.)
- Tekena N. Tamuno, «Separatist Agitations in Nigeria since 1914», in The Journal of Modern African Studies, Vol. 8, No. 4 (December 1970), pp. 563—584.(англ.)
- Chibuike Uche, "Oil, British Interests and the Nigerian Civil War*, in The Journal of African History, Vol. 49, No. 1, March 2008, pp. 111—135.(англ.)